# تحت الشجرة
تحت الشجرة هو فيلم دراما تونسي إنتاج عام 2021 من إخراج أريج السحيري، أختير الفيلم ليمثل تونس في جائزة الأوسكار لأفضل فيلم بلغة أجنبية 2023.

## نبذة
تدور أحداث الفيلم بين الأشجار، حيث يعمل الشباب والشابات أثناء موسم الحصاد الصيفي، ويختبرون بعض الأحاسيس للمرة الأولى، ويتغازلون ويحاولون فهم بعضهم البعض، كما يسعون نحو العثور على روابط عميقة، وأحيانًا يهربون منها.

## روابط خارجية
- تحت الشجرة على موقع IMDb (الإنجليزية)
- تحت الشجرة على موقع روتن توميتوز (الإنجليزية)
- تحت الشجرة على موقع ألو سيني (الفرنسية)
- تحت الشجرة على موقع قاعدة بيانات الأفلام السويدية (السويدية)
- تحت الشجرة على موقع قاعدة بيانات الفيلم (الإنجليزية)
- تحت الشجرة على موقع ليتربوكسد (الإنجليزية)